# Tremblois-lès-Rocroi
Tremblois-lès-Rocroi é uma comuna francesa na região administrativa de Grande Leste, no departamento das Ardenas. Estende-se por uma área de 1,64 km². Em 2010 a comuna tinha 155 habitantes (densidade: 94,5 hab./km²).